# Chanson phare
 (août 2008).
Si vous disposez d'ouvrages ou d'articles de référence ou si vous connaissez des sites web de qualité traitant du thème abordé ici, merci de compléter l'article en donnant les références utiles à sa vérifiabilité et en les liant à la section « Notes et références ».
Une chanson phare est une chanson considérée comme une chanson majeure dans la carrière d’un artiste et qui permet de l’identifier, lui et son œuvre quelle que soit sa discographie. Un artiste peut évidemment avoir plusieurs chansons phares. Certains artistes n'ont eu qu'un unique tube.

## Exemples de chansons phares francophones
(juin 2024).
- Édith Piaf : Mon légionnaire ; La Vie en rose ; Non, je ne regrette rien
- Georges Brassens : Chanson pour l'Auvergnat ; Les Amoureux des bancs publics ; Les Copains d'abord, Supplique pour être enterré à la plage de Sète
- Tino Rossi : Petit Papa Noël ; Méditerranée
- Véronique Sanson : Amoureuse ; Vancouver
- Francis Cabrel : Petite Marie ; L'Encre de tes yeux, Je l'aime à mourir
- Michel Berger : La Groupie du pianiste ; Chanter pour ceux qui sont loin de chez eux
- Maurane : Sur un prélude de Bach
- Claude Nougaro : Toulouse
- Claude François : Comme d'habitude, Alexandrie Alexandra
- Jacques Brel : Ne me quitte pas ; Amsterdam ; Quand on n'a que l'amour ;  Le Plat pays
- Léo Ferré : Avec le temps
- Jean Ferrat : La Montagne
- Francis Lemarque, Yves Montand : À Paris
- Serge Gainsbourg : Le Poinçonneur des Lilas ; La Javanaise ; Je t'aime… moi non plus
- Georges Moustaki : Le Métèque
- Charles Aznavour : La Bohème
- Michel Sardou : La Maladie d'amour, Les Lacs du Connemara
- Maxime Le Forestier : Mon frère, Né quelque part
- Julien Clerc : Ma préférence